# La Bauche
La Bauche és un municipi francès situat al departament de la Savoia i a la regió d'Alvèrnia-Roine-Alps. L'any 2007 tenia 303 habitants.

## Demografia

### Població
El 2007 la població de fet de La Bauche era de 303 persones. Hi havia 103 famílies de les quals 17 eren unipersonals (13 homes vivint sols i 4 dones vivint soles), 30 parelles sense fills, 47 parelles amb fills i 9 famílies monoparentals amb fills.
La població ha evolucionat segons el següent gràfic:
Habitants censats

### Habitatges
El 2007 hi havia 146 habitatges, 104 eren l'habitatge principal de la família, 33 eren segones residències i 9 estaven desocupats. 141 eren cases i 3 eren apartaments. Dels 104 habitatges principals, 93 estaven ocupats pels seus propietaris, 9 estaven llogats i ocupats pels llogaters i 3 estaven cedits a títol gratuït; 6 tenien dues cambres, 12 en tenien tres, 23 en tenien quatre i 63 en tenien cinc o més. 90 habitatges disposaven pel capbaix d'una plaça de pàrquing. A 33 habitatges hi havia un automòbil i a 65 n'hi havia dos o més.

### Piràmide de població
La piràmide de població per edats i sexe el 2009 era:
| Homes | Edats   | Dones |
| ----- | ------- | ----- |
| 0     | 95 o +  | 0     |
| 0     | 90 a 94 | 0     |
| 0     | 85 a 89 | 0     |
| 0     | 80 a 84 | 0     |
| 8     | 75 a 79 | 0     |
| 8     | 70 a 74 | 4     |
| 0     | 65 a 69 | 4     |
| 0     | 60 a 64 | 8     |
| 12    | 55 a 59 | 4     |
| 12    | 50 a 54 | 4     |
| 16    | 45 a 49 | 4     |
| 16    | 40 a 44 | 24    |
| 12    | 35 a 39 | 8     |
| 0     | 30 a 34 | 0     |
| 0     | 25 a 29 | 0     |
| 8     | 20 a 24 | 0     |
| 4     | 15 a 19 | 16    |
| 16    | 10 a 14 | 16    |
| 20    | 5 a 9   | 8     |
| 0     | 0 a 4   | 8     |

## Economia
El 2007 la població en edat de treballar era de 190 persones, 142 eren actives i 48 eren inactives. De les 142 persones actives 128 estaven ocupades (64 homes i 64 dones) i 14 estaven aturades (7 homes i 7 dones). De les 48 persones inactives 15 estaven jubilades, 18 estaven estudiant i 15 estaven classificades com a «altres inactius».

### Ingressos
El 2009 a La Bauche hi havia 138 unitats fiscals que integraven 395,5 persones, la mediana anual d'ingressos fiscals per persona era de 18.742 €.

### Activitats econòmiques
Dels 10 establiments que hi havia el 2007, 6 eren d'empreses de construcció, 1 d'una empresa de comerç i reparació d'automòbils i 3 d'empreses de serveis.
Dels 4 establiments de servei als particulars que hi havia el 2009, 1 era un paleta, 1 guixaire pintor i 2 electricistes.
L'any 2000 a La Bauche hi havia 8 explotacions agrícoles que ocupaven un total de 176 hectàrees.

## Poblacions més properes
El següent diagrama mostra les poblacions més properes.